# تپه لات حسین چال
تپه لات حسین چال مربوط به تا سده‌های اولیه دوران‌های تاریخی پس از اسلام است و در شهرستان گرمسار، بخش ایوانکی، شهر ایوانکی، ضلع جنوبی دامداری فتح ا هاشمی، ۲۰۰ متری شرق تپه گیس واقع شده و این اثر در تاریخ ۲۶ اسفند ۱۳۸۷ با شمارهٔ ثبت ۲۶۱۳۴ به‌عنوان یکی از آثار ملی ایران به ثبت رسیده است.